# Сніжко Олег Сергійович
Оле́г Сергі́́йович Сніжко́ (2000—2022) — український військовослужбовець, учасник російсько-української війни, кавалер ордена «За мужність» III ступеня.

## Життєпис
Народився 2000 року в селі Пресеймів'я Конотопського району Сумської області. Виростав без батьків; виховувала бабуся. 2017 року закінчив Чорноплатівський НВК. Здобув технічну освіту, потім вступив до Сумського університету. Пішов у 2020 році до війська за контрактом.
9 березня 2022 року в селі Слобода Чернігівської області О. Сніжка розстріляли російські військові злочинці.
Без Олега лишились бабуся Олена Сніжко і молодший брат Сергій.

## Нагороди
- Орден «За мужність» III ступеня[2].